# Dominik Herzán

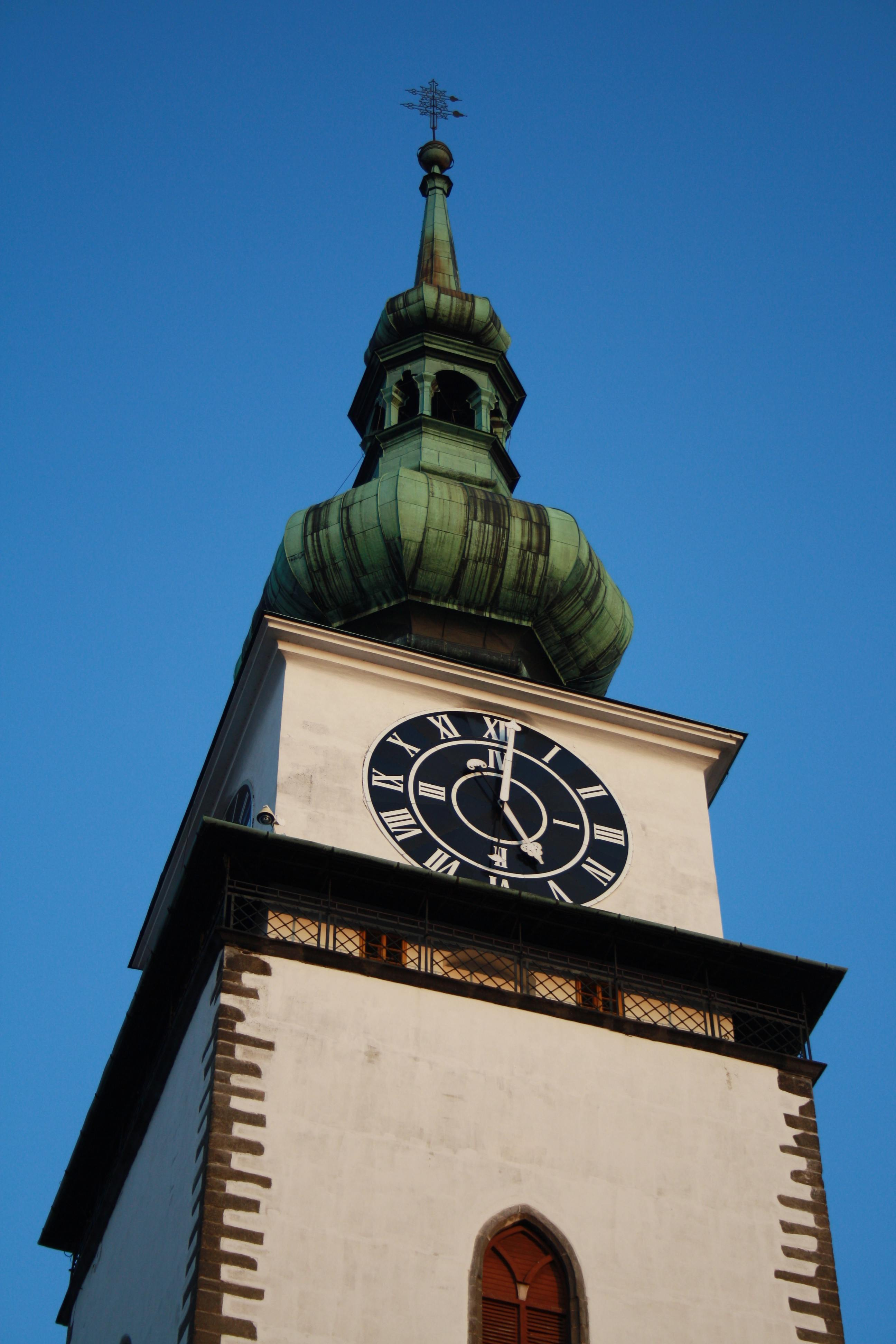
Helmice městské věže v Třebíči

Dominik Herzán (4. srpna 1813 Třebíč – 16. května 1880 Třebíč) byl stavitel a tesařský mistr žijící v Třebíči. Patřil k stavitelskému rodu Herzánů, usídlených v Třebíči na Stařečce.
Mezi jeho stavební díla patří projekt a stavba zavěžení (mědí oplechovaného krovu) městské věže při kostele svatého Martina v Třebíči, které provedl v roce 1862. Krov věže je svou architekturou hodnocen jako jeden z nejkrásnějších v České republice. Z celkové výšky věže 75 metrů zabírá ono zavěžení 30 metrů. K prezentačním a výukovým účelům byl v roce 1940 zhotoven tesařským mistrem Josefem Dvořákem přesný zmenšený model krovu třebíčské městské věže. Tento model, posléze zhotovený ještě jednou, větší, byl výukovou pomůckou třebíčské učňovské školy až do roku 1949. Poté se stal exponátem Západomoravského muzea.
Navrhl a postavil kostel svatého Marka v Beneticích, který dokončil roku 1859.
V roce 1863 firma Dominika Herzána opravila po požáru děkanský chrám Nanebevzetí Panny Marie v Polné.

## Předci a následovníci Dominika (Václava) Herzána
Dynastie stavitelů Herzánů:
- Josef Herzán (1748– ?) první z rodokmenu;
- Jan Jiří Herzán (1783–1838) se v roce 1813 osamostatnil a založil v Třebíči stavební firmu, která po 140 let podstatně ovlivňovala stavební vývoj města i okolí;
- Dominik Václav Herzán (1813–1880) – kostel sv. Marka v Beneticích, krov třebíčské městské věže dle vlastního návrhu, půdní stavba lesovny, Valdštejnovo zátiší u Svatoslavi;
- Martin Herzán (1815–1875) – Národní dům na Karlově náměstí v Třebíči;
- Josef Herzán (1853–1920) – budova gymnázia na Masarykově náměstí, sokolovna ve Smrtelné ulici, secesní vily v ulici Dr. Antonína Hobzy, kino Moravia, Spolkový dům Sušil s kinem a orlovnou (vše v Třebíči);
- Jaroslav Herzán (1894–1957) – budova Okresního soudu Třebíč, sokolovna v Rouchovanech, železobetonové haly v Přibyslavicích, Masarykova vyhlídka, nová mlýnice Homolkova mlýna na Jejkově, pravoslavný chrám svatého Václava a svaté Ludmily na Gorazdově náměstí v Třebíči, přístavba balkonu a provaziště Národního domu v Třebíči;
- Alois Herzán (1880–1958) – první regulační plán města, projekt nového sokolského stadionu, secesní hostinec ve Stařečce;
- Jiří Herzán (1921–2003) – kulturní dům v Borovině v Třebíči, obchodní a administrativní dům Globus Jihlava, úprava náměstí Svobody v Jemnici, přístavba budovy Geodézie v Jungmannově ulici v Třebíči;
- Lubor Herzán (*1950) – projekty rodinných domů a prodejen; 1991–2002 městský architekt, revitalizace židovské čtvrti v Třebíči, v roce 2003 se zasloužil o zápis Třebíče na Seznam světového dědictví UNESCO;
- Dominik Herzán (*1982) – dokončeno studium architektury.